# わがまま GiRLS ROAD
「わがまま GiRLS ROAD」（わがまま ガールズ ロード）は、SUPER☆GiRLSの20枚目のシングル。2018年11月14日にiDOL Streetから発売された。

## 概要
ジャケットA（CD+Blu-ray Disc）、ジャケットB（CDのみ）、イベント会場/mu-moショップ限定のミュージック・カード（11種類）の3種13形態で発売。
本作は渡邉ひかる、宮崎理奈、溝手るか、浅川梨奈、内村莉彩が参加する最後の作品となる。
表題曲「わがまま GiRLS ROAD」は、2018年9月1日に行われた『SUPER☆GiRLSワンマンライブ〜#夏スパガ〜』で初お披露目された。
カップリング曲「花道!!ア〜ンビシャス 2018」は、2014年5月に発売した「花道!!ア〜ンビシャス」を2018年時点でのメンバーで再録したセルフカバーである。2018年11月4日に『SUPER☆GiRLS 超LIVE 2018 & 超オーディション!!!!』内で開催された『SUPER☆GiRLS 超オーディション 最終審査』でグループ審査の課題曲となった。また、「おもいでアップデート」も『SUPER☆GiRLS 超LIVE 2018 & 超オーディション!!!!』のライブパートで初お披露目された。

### ミュージックビデオ
10月22日にYouTubeで「わがまま GiRLS ROAD」のミュージックビデオがショートバージョンで公開された。11月14日にはYouTube Musicが日本でもサービスを開始したが有料プランのYouTube Music Premiumでもショートバージョンで公開されている。同日Apple MusicとdTVではフルバージョンが公開された。

## 収録曲

### CD・ミュージックカード
1. わがまま GiRLS ROAD [3:37]
作詞：miyakei、作曲：大智・児山啓介、編曲：児山啓介
2. 花道!!ア〜ンビシャス 2018 [5:08]
作詞：Litz、作曲・編曲：渡辺徹
3. おもいでアップデート [3:59]
作詞：miyakei、作曲：大智・児山啓介、編曲：児山啓介
4. わがまま GiRLS ROAD (Instrumental)
5. 花道!!ア〜ンビシャス 2018 (Instrumental)
6. おもいでアップデート (Instrumental)

### Blu-ray Disc
1. わがまま GiRLS ROAD（Music Video）
2. わがまま GiRLS ROAD（Music Video Making）
3. わがまま GiRLS ROAD（Music Video 個人サビver.）

## 音楽配信
CDの発売日にあたる11月14日に配信開始。ハイレゾ音源は配信されなかった。
「MV」は「わがまま GiRLS ROAD」のMVも配信していることを示す。

## イベント
社屋建て替え工事のため『アッハッハ!〜超絶爆笑音頭〜』を最後に エイベックスビルでのイベントは行われていなかったが、本作から復活することになった。横浜YTJホール(旧プレミアホール)でSUPER☆GiRLSがイベントを行うのは2015年6月13日に行われた「『SUPER☆GiRLS LIVE 2015』 LIVE映像試聴イベント」以来であり、横浜YTJホールにリニューアル後は初開催である。宮崎はミュージカル出演のため10月中のイベントをすべて欠席した。
| 日程                    | 公演名                               | 会場                                                          | 備考 |
| ----------------------- | ------------------------------------ | ------------------------------------------------------------- | --- |
| 10月6日                 | リリースイベント                     | OCAT                                                          | ミニライブ・グループ別握手会（11月17日はトークライブ・グループ握手会）。各日2部制（11月8日・13日・14日・17日を除く）。10月は全日程で宮崎が不参加。10月20日は浅川が不参加。 |
| 10月8日                 | リリースイベント                     | あべのキューズモール                                          | ミニライブ・グループ別握手会（11月17日はトークライブ・グループ握手会）。各日2部制（11月8日・13日・14日・17日を除く）。10月は全日程で宮崎が不参加。10月20日は浅川が不参加。 |
| 10月13日・21日          | リリースイベント                     | 池袋PARCO                                                     | ミニライブ・グループ別握手会（11月17日はトークライブ・グループ握手会）。各日2部制（11月8日・13日・14日・17日を除く）。10月は全日程で宮崎が不参加。10月20日は浅川が不参加。 |
| 10月14日                | リリースイベント                     | 横浜YTJホール(旧プレミアホール)                               | ミニライブ・グループ別握手会（11月17日はトークライブ・グループ握手会）。各日2部制（11月8日・13日・14日・17日を除く）。10月は全日程で宮崎が不参加。10月20日は浅川が不参加。 |
| 10月20日                | リリースイベント                     | ステラタウン メローペ広場ステージ                             | ミニライブ・グループ別握手会（11月17日はトークライブ・グループ握手会）。各日2部制（11月8日・13日・14日・17日を除く）。10月は全日程で宮崎が不参加。10月20日は浅川が不参加。 |
| 11月13日                | リリースイベント                     | アーバンドック ららぽーと豊洲 シーサイドデッキ メインステージ | ミニライブ・グループ別握手会（11月17日はトークライブ・グループ握手会）。各日2部制（11月8日・13日・14日・17日を除く）。10月は全日程で宮崎が不参加。10月20日は浅川が不参加。 |
| 11月14日                | リリースイベント                     | 東京ドームシティ ラクーアガーデンステージ                     | ミニライブ・グループ別握手会（11月17日はトークライブ・グループ握手会）。各日2部制（11月8日・13日・14日・17日を除く）。10月は全日程で宮崎が不参加。10月20日は浅川が不参加。 |
| 11月17日                | リリースイベント                     | タワーレコード新宿                                            | ミニライブ・グループ別握手会（11月17日はトークライブ・グループ握手会）。各日2部制（11月8日・13日・14日・17日を除く）。10月は全日程で宮崎が不参加。10月20日は浅川が不参加。 |
| 11月18日                | リリースイベント                     | 東京イースト21プラザ                                          | ミニライブ・グループ別握手会（11月17日はトークライブ・グループ握手会）。各日2部制（11月8日・13日・14日・17日を除く）。10月は全日程で宮崎が不参加。10月20日は浅川が不参加。 |
| 10月31日・11月15日      | ネットサイン会                       | LINE LIVE                                                     | 10月31日は浅川が不参加。 |
| 11月5日                 | 渡邉ひかるネットサイン会             | LINE LIVE                                                     | 渡邉ひのみ参加。 |
| 11月24日・12月9日・16日 | mu-moショップ／S.P.Cショップイベント | エイベックスビル                                              | 個別握手会4部制・個別撮影会2部制・グループ撮影会1部制・個別サイン会1部制 mu-moショップでの参加券付き商品購入者対象。                                                       |

※他、各イベントにおいて予約購入者対象の握手会も開催。